# Gentile Point
Der Gentile Point ist eine eisbedeckte Landspitze an der Shackleton-Küste der antarktischen Ross Dependency. Sie ragt als Verlängerung der Darley Hills etwa 13 km nördlich des Kap Parr in den Westrand des Ross-Schelfeises hinein. 
Das Advisory Committee on Antarctic Names benannte das Kap 1965 nach Peter A. Gentile (1921–2017) von der United States Navy, Schiffsführer der USNS Alatna bei der Operation Deep Freeze im Jahr 1961 und der USNS Chattahoochee, einem Tanker zur Versorgung der McMurdo-Station bei der Operation Deep Freeze im Jahr 1963.